# Awratyn (obwód chmielnicki)
Awratyn – wieś na Ukrainie w rejonie wołoczyskim obwodu chmielnickiego, położona nad dopływem Zbrucza przy jego ujściu, 20 km od Wołoczysk. 

## Historia
Według Słownika geograficznego Królestwa Polskiego i innych krajów słowiańskich Awratyn pod koniec XIX w. to wieś w powiecie starokonstantynowskim, w gminie Awratyn. Zarząd gminy znajdował się w miejscowości Szybenna. Wieś oddalona około 15 km od stacji pocztowej we wsi Kupiel, 20 km od stacji kolejowej we Wołoczyskach i około 75 km od Starokonstantynowa. Mieszkało tu 1241 osób wyznania prawosławnego, 17 rzymskokatolickiego i 15 judaistycznego. W tym czasie istniał młyn wodny i dwa wiatraki.  Na przestrzeni wieków własność: Stefana Zbaraskiego, Raciborowskich, Spendowskich, Iwanowskich, Maryi Iwanowskiej z Tarnowskich.

## Zabytki
- drewniana cerkiew pw. św. Mikołaja z 1889 r. wzniesiona na miejscu poprzedniej, wybudowanej w 1792 r.